# کس تیمبرلین
کَس تیمبرلین (انگلیسی: Cass Timberlane) فیلمی آمریکایی در سبک رمانتیک به کارگردانی جورج سیدنی است که در سال ۱۹۴۷ منتشر شد.

## بازیگران
- اسپنسر تریسی
- لانا ترنر
- زکری اسکات
- آلبرت دکر
- کامرون میچل
- فرانک ویلکاکس
- هوارد فریمن
- جان الکساندر
- جان لیتل
- جوزفین هاچینسون
- مارگارت لیندزی
- مری آستور
- روز هوبرت
- سلنا رویل
- تام دریک
- میچل کوال
- لستر دُر